# 可愛過頭大危機
《可愛過頭大危機》日本是漫畫家城戶滿（城戸みつる）所創作的日本漫畫，2019年11月號於《Jump Square》開始連載。由動畫公司SynergySP製作改編的電視動畫於2023年4月至6月播放。

## 角色列表
聲優按有聲漫畫／電視動畫順序，僅有一項則為動畫版的聲優。

### 主要人物
莉莎·露娜（聲：花守由美里／同左）
宇宙帝國「亞薩托斯」星際生態系調查室長。19歲的銀髮少女，在地球活動時常被認為是外國人。
初到地球時，莉莎非常看不起地球的低級文明，但在一家貓咪咖啡廳，她遇到了一種不知名的生物「貓」，遠比其他太空生物可愛的外表讓人震驚。莉莎察覺到包括貓在內的地球動物都過於「可愛」，這種可愛過頭的危機會劇烈改變宇宙人的價值觀，並足以致人於死。於是，莉莎住進了公寓「荒神之家」開始調查地球上的可愛生物。
對地球生物的立場屬於「貓派」，並認為自己養的貓「夜空」為全宇宙最可愛的生物。
被譽為「星際生態系調查室成立以來的天才」，而受到後輩的敬仰。但在繪畫、歌唱等藝術方面缺乏天賦。
夜空（聲：藤原夏海）
莉莎的寵物，雄性的美國反耳貓，因漆黑的身體和金色的眼珠如同夜空中漂浮的星星而得名。是一隻「全力撒嬌貓」。他被前任主人虐待和遺棄在街頭，瀕臨死亡時被莉莎撿起；並救活了牠的生命，而前任主人則被莉莎用外星科技砲擊教訓，並在華澄和誠二的鼓勵下決定收養。

### 地球人
向井誠二（聲：汐谷文康／小笠原仁）
貓咪咖啡廳「nyanday」的男性店員，19歲。「貓派」，寵物是一隻名叫「艾米麗」的緬因貓。
莉莎造訪「nyanday」並第一次見到貓時，接待了以顧客身分造訪的她。那時，他向外星人莉莎解釋有關貓的事。
基本上的性格很嚴肅，但他是一個所謂的「貓咪至上主義者」，將貓置於人類之上。即使在貓咪咖啡廳，也保持著以貓為優先的態度。
矢薙華澄（聲：洲崎綾／會澤紗彌）
貓咪咖啡廳「nyanday」的女性店員，20歲。「狗派」，寵物是黃金獵犬「政宗」。
對於莉莎來說，她是地球生物和寵物文化的好顧問和朋友。莉莎外出時，經常陪伴在身邊。她經常被奇怪的行為所左右（主要是莉薩等外星人），扮演著「吐槽」的角色。在作品出場的角色中，她是第一個造訪太空的地球人，深受外星人的信任。
亞妻光彥（聲：綠川光）
華澄、紗紗羅的祖父，62歲。「倉鼠派」（短尾侏儒倉鼠），將倉鼠視為自己身體的一部份。
亞妻紗紗羅（聲：富田美憂）
華澄的表妹，15歲的中學生。「刺蝟派」。屬於無所畏懼的類型。在受邀參觀宇宙動物時，稱生物研究室室長納帕特很可愛，也一度因為用字惹得艦長不高興，但最後都平安度過。
狐陰小町（聲：上田麗奈）
莉莎在地球的鄰居，「貓派」，常常不懂自家的貓在想什麼。和狸塚薰、鮫井咲仁是同班同學。疑似喜歡狸塚。
狸塚薰（聲：小林千晃）
和狐陰小町、鮫井咲仁是同班同學，「貓派」，喜歡狐陰，寵物是剛滿月的幼貓「伊呂波」。
狸塚愛香
狸塚薰的姊姊，「金魚派」兼弟控，寵愛弟弟到讓薰受不了，因為有潔癖而不擅長與伊呂波相處，寵物是金魚「小玉」。動畫只在第12集其中一格出現，且沒有列出名字。
鮫井咲仁（聲：梅田修一朗）
和狐陰小町、狸塚薰是同班同學，「兔派」，家裡是兔咖，寵物是兔子「小桃」。
鮫井波風（聲：立木文彦）
鮫井咲仁的父親，「兔派」，平常總是以可愛的兔子裝扮現身，只有談正事時會改穿西裝，但無法穿太久。
猿藤七絆（聲：北奈月／稗田寧寧）
「狗派」，寵物是中型犬「豆彥」。
羊間茜子（聲：大橋彩香）
「貓派」，知名網紅貓「白實」的飼主，國中生。原本因為怕被網路霸凌而失去養貓的樂趣，但在莉莎的開導下找回初衷，並教莉莎如何拍攝貓。
熊取千春（聲：依田菜津）
「羊駝派」，伊豆仙人掌動物公園的工作人員，向莉莎介紹羊駝的美妙之處，導致莉莎整個人完全羊駝化而無法使用傳送功能。
夜空的前任主人（聲：高橋伸也（男）、小若和郁那（女））
不負責任的飼主，任意拋棄夜空，在被莉莎以科技得知位置後慘遭轟炸。

### 宇宙帝國亞薩托斯
嘉咪·盧（聲：伊藤彩沙）
宇宙帝国“亞薩托斯”的调查员，莉莎的后辈，头上有两只角的娇小少女。一遇见“毛茸茸”的东西就会暴走。和拉斯塔一起飼養兔子「日向」。
拉斯塔·柯爾（聲：宮本侑芽）
宇宙帝国“亞薩托斯”的调查员，莉莎的后辈，對動物過敏。原本喜歡獨處，但在7歲認識嘉咪之後和嘉咪成為好朋友。在參觀地球動物園時，和嘉咪成為唯二撐到最後的外星人。
亞曼特·羅伊（聲：髙坂篤志／中村悠一）
宇宙帝国“亞薩托斯”調查艦“史雷爾”的副艦長，最常與莉莎聯繫，對莉莎的了解程度讓莉莎覺得噁心。
米基蒂·福魯普林（聲：常盤昌平／緒方賢一）
宇宙帝国“亞薩托斯”調查艦“史雷爾”的艦長，有一隻自認宇宙最可愛的寵物「小吉」。在參觀地球動物園時挺過熊貓，但敗在長頸鹿之下。
菲安娜·蒂爾利（聲：杉山里穗／近藤玲奈）
原本是宇宙帝国“亞薩托斯”調查艦“史雷爾”調查對中讓人憧憬的女性，溫柔、聰明、沉著、冷靜，工作得心應手，有如調查隊的大姊姊。但在看到夜空之後完全失態變成貓奴，且不被貓親近。在參觀地球動物園時挺過熊貓，但敗在小貓熊之下。
沙米爾·納加（聲：子安武人）
宇宙帝国“亞薩托斯”第16戰隊隊長，被認為是宇宙最強的戰士。替部下著想但是愛面子。初次見到夜空時雖然在莉莎跟華澄面前嘴硬不承認，但獨處時徹底解放自己表達夜空有多可愛。在參觀地球動物園時挺過熊貓，但敗在企鵝之下。
蓋姆·魯（聲：中谷一博）
宇宙帝国“亞薩托斯”第16戰隊副隊長。
卡亞·加爾達（聲：鷹村彩花）
赫米婭·安妮斯（聲：豐崎愛生）
米特拉·利爾（聲：守屋亨香）
宇宙帝国“亞薩托斯”第16戰隊新兵，3年前和莉莎還是敵人。原本怕機械夜空，但在摸到跟看到真的夜空後徹底成為貓奴。在參觀地球動物園時，於第一關熊貓就敗北。
納帕特·尼希莫（聲：遊佐浩二）
宇宙帝国“亞薩托斯”調查艦“史雷爾”生物研究室室長，被莉莎尊敬為老師。

## 出版書籍
| 卷數 | 集英社        | 集英社                 | 青文出版社    | 青文出版社             |
| 卷數 | 發售日期      | ISBN                   | 發售日期      | ISBN                   |
| ---- | ------------- | ---------------------- | ------------- | ---------------------- |
| 1    | 2020年4月3日  | ISBN 978-4-08-882262-4 | 2021年5月19日 | ISBN 978-9-86-512933-0 |
| 2    | 2020年10月2日 | ISBN 978-4-08-882442-0 | 2022年4月18日 | ISBN 978-6-26-303851-6 |
| 3    | 2021年4月2日  | ISBN 978-4-08-882605-9 | 2023年8月30日 | ISBN 978-6-26-362217-3 |
| 4    | 2021年10月4日 | ISBN 978-4-08-882811-4 |               |                        |
| 5    | 2022年4月4日  | ISBN 978-4-08-883084-1 |               |                        |
| 6    | 2022年10月4日 | ISBN 978-4-08-883265-4 |               |                        |
| 7    | 2023年4月4日  | ISBN 978-4-08-883457-3 |               |                        |
| 8    | 2023年10月4日 | ISBN 978-4-08-883672-0 |               |                        |
| 9    | 2024年4月4日  | ISBN 978-4-08-883892-2 |               |                        |
| 10   | 2024年10月4日 | ISBN 978-4-08-884214-1 |               |                        |
| 11   | 2025年4月4日  | ISBN 978-4-08-884462-6 |               |                        |

## 電視動畫
2022年9月27日，宣佈獲改編為將於2023年首播的電視動畫，動畫製作公司是SynergySP。

### 主題曲
片頭曲
演唱：超学生
作词、作曲、编曲：栗原晓、久保田真悟、前田佑ポニーキャニオン
片尾曲
演唱：DIALOGUE+
作词：田渊智也，作曲：濑名航，编曲：濑名航、Neko Hacker

### 各話列表
| 話數 | 日文標題 | 中文標題 | 劇本   | 分鏡     | 演出     | 作畫監督                                          | 总作畫監督                                                                  | 首播日期      |
| ---- | -------- | -------- | ------ | -------- | -------- | ------------------------------------------------- | --------------------------------------------------------------------------- | ------------- |
| 1    |          | 不可能   | 皋月彩 | 羽鸟润   | 齐藤秀二 | 今野幸一、吉田肇 大野勉、、福岛丰明               | 渡边真由美                                                                  | 2023年 4月7日 |
| 2    |          | 出不去   | 皋月彩 | 杉島邦久 | 高山秀樹 | 樱井拓郎、李周铉 jo he jung、kim na num、杉山直辉 | 渡边真由美、槙田一章、长森佳荣、朝山公晴 重松遥、百百真广、八锹友美、和田薰 | 4月14日       |
| 3    |          | 不認輸   | 皋月彩 | 羽鳥潤   | 沼山茉由 | 大豆一博                                          | 渡边真由美、长森佳荣                                                        | 4月21日       |
| 4    |          | 不明白   | 皋月彩 | 松井仁之 | 鈴木孝聰 | 久保川美明、今野幸一、吉田肇 大野勉、、福島豐明   | 渡邊真由美、萩原祥子、槙田一章                                              | 4月28日       |
| 5    |          | 喜歡     | 谷口翼 | 杉島邦久 | 西村大樹 | 武口憲司、kwon yong sang                          | 渡邊真由美、槙田一章、重松遙、八鍬友美                                      | 5月5日        |
| 6    |          | 水豚羊駝 | 皋月彩 | 羽鳥潤   | 高山秀樹 | jo he jung、kim na num                            | 渡邊真由美、槙田一章、長森佳榮、朝山公晴 重松遙、百百真廣、八鍬友美、和田薰 | 5月12日       |
| 7    |          | 歸隊     | 皋月彩 | 西田健一 | 藤井康晶 | Park Soon-ok、Won Mi-na                           | 重松遙、八鍬友美、和田薰                                                    | 5月19日       |
| 8    |          | 相逢     | 皋月彩 | 松井仁之 | 齊藤秀二 | 今野幸一、 福島豐明、吉田肇、大野勉               | 槙田一章                                                                    | 5月26日       |
| 9    |          | 隱世者   | 皋月彩 | 杉島邦久 | 西村大樹 | 谷澤泰史、Geng Song                               | 渡邊真由美、槙田一章                                                        | 6月2日        |
| 10   |          | 超人氣   | 谷口翼 | 松井仁之 | 大久保亮 | 櫻井拓郎、李周鉉                                  | 渡邊真由美、槙田一章、長森佳榮、朝山公晴 重松遙、百百真廣、八鍬友美、和田薰 | 6月9日        |
| 11   |          | 戰士們   | 皋月彩 | 松井仁之 | 西田健一 | 陳玲玲、趙小川、姜海華                            | 渡邊真由美、槙田一章                                                        | 6月16日       |
| 12   |          | 可愛過頭 | 皋月彩 | 羽鳥潤   | 鈴木孝聰 | 今野幸一、大野勉 福島豐明、、吉田肇               | 渡邊真由美                                                                  | 6月23日       |

## 外部連結
- 漫畫連載網站（日語）
- 電視動畫官方網站（日語）
- 《可愛過頭大危機》的X（前Twitter）（日語）